# روژه لوژه
روژه لوژه (فرانسوی: Roger Legeay‎؛ زادهٔ ۸ اوت ۱۹۴۹) دوچرخه‌سوار اهل فرانسه است.
از باشگاه‌هایی که در آن رکاب زده‌است می‌توان به تیم دوچرخه‌سواری پژو اشاره کرد.